# Cabaret (film)
Cabaret er en amerikansk musicalfilm fra 1972, instrueret af Bob Fosse. Den finder sted i Berlins gader i 1931, hvor den engelske lærer Bryan (Michael York) forsøger at leve af at undervise i engelsk. Her møder han den sprudlende og impulsive Sally Bowles (Liza Minnelli), der om natten er sanger på baren Kit Kat Club. Mens de to forelsker sig i hinanden, ser man samtidig nazismen blomstre op overalt.
Filmen vandt otte Oscars.